# Jakubowo (powiat kwidzyński)
Jakubowo (też: Jakubowo Obrzynowskie; niem. Jakobsdorf) – wieś w Polsce w województwie pomorskim, w powiecie kwidzyńskim, w gminie Prabuty.
W latach 1975–1998 miejscowość administracyjnie należała do województwa elbląskiego.